# Einar Haugen
Einar Haugen (ur. 19 kwietnia 1906, zm. 20 czerwca 1994) – amerykański językoznawca i socjolingwista. 

## Dorobek naukowy
W 1953 r. opublikował dwutomową pracę The Norwegian Language in America, jedno z najoszerniejszych opracowań w dziedzinie badań nad kontaktem językowym i dwujęzycznością. W pracy Bilingualism in the Americas (1956) wyłożył podstawy teoretyczne i metodologiczne badań nad kontaktem językowym. Działalność Haugena reprezentuje początek amerykańskiej socjolingwistyki. Za sprawą pracy Language Conflict and Language Planning in Norway zapoczątkował rozwój studiów nad planowaniem językowym. Oprócz publikacji z dziedziny socjolingwistyki Haugen prowadził badania w zakresie fonemiki i prozodii. Był wiodącym przedstawicielem strukturalizmu.
Wprowadził do lingwistyki pojęcie schizoglosji oraz rozpowszechnił termin „planowanie językowe” (language planning).